# Yousef Vakia
Yousef Vakia (tiếng Ba Tư: يوسف وکيا) là một hậu vệ bóng đá người Iran hiện tại thi đấu cho câu lạc bộ Iran Foolad ở Persian Gulf Pro League.

## Sự nghiệp câu lạc bộ

### Foolad
Anh khởi đầu sự nghiệp với Foolad từ các cấp độ trẻ. Sau đó anh gia nhập đội một bởi Hossein Faraki. Anh có màn ra mắt cho Foolad ở vòng đầu tiên của Iran Pro League 2014–15 trước Tractor Sazi với tư cách đá chính.

## Thống kê sự nghiệp câu lạc bộ
Tính đến 15 tháng 5 năm 2015.
| Câu lạc bộ          | Hạng đấu            | Mùa giải            | Giải vô địch | Giải vô địch | Cúp Hazfi | Cúp Hazfi | Châu Á  | Châu Á    | Tổng    | Tổng      |
| Câu lạc bộ          | Hạng đấu            | Mùa giải            | Số trận      | Bàn thắng    | Số trận   | Bàn thắng | Số trận | Bàn thắng | Số trận | Bàn thắng |
| ------------------- | ------------------- | ------------------- | ------------ | ------------ | --------- | --------- | ------- | --------- | ------- | --------- |
| Foolad              | Pro League          | 2012–13             | 0            | 0            | 0         | 0         | –       | –         | 0       | 0         |
| Foolad              | Pro League          | 2013–14             | 0            | 0            | 0         | 0         | 0       | 0         | 0       | 0         |
| Foolad              | Pro League          | 2014–15             | 25           | 1            | 1         | 0         | 5       | 0         | 31      | 1         |
| Tổng cộng sự nghiệp | Tổng cộng sự nghiệp | Tổng cộng sự nghiệp | 25           | 1            | 1         | 0         | 5       | 0         | 31      | 1         |

## Sự nghiệp quốc tế

### U17
Anh đá 2 trận tại Giải vô địch bóng đá U-16 châu Á 2010.

### U20
Anh là một phần của U-20 Iran tại Vòng loại Giải vô địch bóng đá U-19 châu Á 2012, Cúp CIS 2012, Giải vô địch bóng đá U-19 Đông Nam Á 2012 và Giải vô địch bóng đá U-19 châu Á 2012.

### U23
Anh được triệu tập vào trại huấn luyện của U-23 Iran bởi Nelo Vingada để chuẩn bị cho Incheon 2014 và Giải vô địch bóng đá U-22 châu Á 2016 (vòng loại Olympic mùa hè). Anh có tên trong danh sách chính thức của U-23 Iran tham dự Incheon 2014.

## Danh hiệu
Foolad
- Iran Pro League (1): 2013–14